# Helen Bowater
Helen Bowater, née le 16 novembre 1952 à Wellington, est une compositrice néo-zélandaise.

## Biographie
Née à Wellington dans une famille de musiciens, elle étudie le piano et le violon avec Gwyneth Brun. En 1982 elle obtient un  Bachelor of Music en histoire de la musique et en ethnomusicologie à l'Université Victoria de Wellington. Elle continue ses études dans la musique électroacoustique avec Ross Harris et en composition avec Jack Body.
Après avoir terminé ses études, Bowater travaille en tant que chanteuse, pianiste et violoniste avec des ensembles et chœurs et fait également partie de groupes de rock Extra Virgin Orchestra et pHonk. Elle travaille en résidence à la Nelson School of Music et de l'Université d'Otago en 1993 et est compositrice en résidence à l'Auckland Philharmonia en 1994, et à la New Zealand School of Music de l'Université de Victoria en 2008-09.
Bowater a publié des articles dans des revues scientifiques dont Music in New Zealand. Sa musique est jouée internationalement.

## Honneurs et récompenses
- Auckland Philharmonia Graduate Composer Workshops 1992
- Mozart Fellowship at Otago University 1993
- Auckland Philharmonia Composer in Residence 1994
- CANZ Trust Fund Award 1997
- SOUNZ Contemporary Award 1999
- SOUNZ Community Commission 2001
- NZSO-SOUNZ Readings 2003
- NZSO-SOUNZ Readings 2006
- Creative New Zealand/Jack C Richards Composer Residency, New Zealand School of Music 2008

## Œuvres
- Banshee pour deux violons, violoncelle et piano
- Il ne vient pas, paramètre 5 poèmes pour soprano et ensemble
- La Roue d'Ixion pour clarinette en si bémol et piano
- Lautari pour violon solo
- Nouvelle Année en Fanfare pour orchestre
- La rivière de l'Océan pour orchestre
- Urwachst pour orchestre
- Fil de Chiens pour piano solo
- Nekhbet pour piano solo
- Singe Chinois sheng, le Gamelan Padhang Moncar, chanteur et quatuor à cordes